# Eurovisiesongfestival 1995
Het Eurovisiesongfestival 1995 was het veertigste Eurovisiesongfestival en vond plaats op 13 mei 1995 in Dublin, Ierland.
Het programma werd gepresenteerd door Mary Kennedy.
Van de 23 deelnemende landen won Noorwegen met het nummer Nocturne, uitgevoerd door Secret Garden.
Dit lied kreeg 148 punten, 11,1% van het totale aantal punten.
Met 119 punten werd Spanje tweede, gevolgd door Zweden op de derde plaats met 100 punten.
De presentatrice Mary Kennedy prees het thuisland dat Ierland voor een nieuw Eurovisierecord had gezorgd: nooit eerder zond hetzelfde land het festival uit in drie opeenvolgende jaren. Aangezien dat jaar het festival voor de veertigste maal werd uitgezonden, begon de uitzending met een korte terugblik op de voorgaande jaren vanaf het begin van het festival met alle winnaars en memorabele momenten nog eens op een rijtje.
Dit jaar deden er weer 23 landen mee aan het festival, in vergelijking met 25 in 1994 en 1993. Dit kwam door de uitsluiting van de negen laagst scorende landen uit 1994. Na de grote uitbreiding van de songfestivalfamilie in 1994 met Centraal- en Oost-Europese landen, was hun inbreng nu lager door de uitsluiting van vier van deze nieuwkomers. Door het slechte resultaat van Willeke Alberti in 1994, mocht Nederland niet meedoen dit jaar. België mocht na een jaar afwezigheid opnieuw deelnemen.
De twee grote kanshebbers voor de overwinning waren Zweden en Slovenië. Andere landen die ook een kans maakten op de overwinning waren Denemarken, Noorwegen, Ierland en Israël. Opvallende bijdragen kwamen onder andere van Polen, die het jaar ervoor aan de overwinning kon ruiken, maar dat dit jaar voor een heel apart, bijna experimenteel, nummer koos. Noorwegen pakte het helemaal anders aan: de Noren hadden een ingetogen en bijna instrumentaal nummer ingezonden dat nog geen dertig woorden bevatte, en min of meer gedragen werd door een lange vioolsolo. Het Verenigd Koninkrijk probeerde het songfestival te moderniseren en probeerden dat te bewerkstelligen met een rap-nummer.
Paul de Leeuw verzorgde het Nederlandse commentaar en zorgde ook voor enige commotie tijdens de uitzending. Toen de Israëlische inzending op het toneel verscheen, begon Paul de Leeuw aan een verbale tirade gericht op Israël. Op een gegeven moment bedreigde hij zelfs de Israëlische artiesten om vervolgens een paar minuten niets van zich te laten horen. Veel kijkers waren verontwaardigd en er stroomden telefoontjes binnen bij de NOS, van zowel mensen die dachten dat Paul de Leeuw werkelijk iets zou doen, als van mensen die hun verontwaardiging uitten.

## Puntentelling

### Stemstructuur
Net als vorig jaar werden in de nationale jury punten toegekend aan elk liedje. Het liedje met het meest aantal stemmen, kreeg twaalf punten. De tweede keus kreeg tien punten en de derde plaats tot en met tiende plaats kregen acht tot en met één punten. Stemmen op het eigen land is niet toegestaan.

### Score bijhouden
Er was geen fysiek scorebord aanwezig in de zaal, maar werd gebruikgemaakt van een videoprojectie. Ierland hield de indeling van de afgelopen twee jaren vast.
De landen stonden in het Engels op het overzicht.
Voor de naam was de vlag te zien.
Achter elk land stond het totaal aantal punten.
De gegeven punten werden gelijk bij het totaal van het land opgeteld.
Daarbij werd het vakje met de totaalstand wit gekleurd.
De presentator stond op het podium.
Het land dat de punten aan het doorgeven was, was herkenbaar door dat de naam linksboven het scoreoverzicht verscheen, vergezeld van een satelliet. De reeds opgeroepen landen veranderden van kleur.
Het leidende land werd af en toe na een stemming duidelijk doordat de balk van dat landnaam van dat land rood oplichtte. Af en toe verschenen ook de vijf hoogst scorende landen apart in beeld, vergezeld van een fragment van het lied dat op dat moment nummer 1 stond.

### Stemmen
Het oproepen van de landen ging via satellietverbinding op volgorde van deelname.
Het geven van de punten gebeurde in volgorde van laag naar hoog.
De vertegenwoordiger van het land noemde het land en het aantal punten in het Engels of Frans.
Een van de presentatoren herhaalde dit in de taal waarin de punten gegeven werden
om daarna beide gegevens in de andere taal te herhalen.

### Beslissing
Al na twee stemrondes was het duidelijk: Noorwegen en Zweden stonden op een gedeelde eerste plaats, waarmee de toon gezet werd. Ook Denemarken kreeg in het begin veel punten, zodat het erop leek dat het dit jaar een Scandinavisch onderonsje zou worden. Toch bleef Noorwegen constant punten scoren, terwijl met name in het middengedeelte Zweden en Denemarken achter begonnen te raken, terwijl Spanje oprukte. Met nog enkele stemrondes te gaan, kon Noorwegen niet meer ingehaald worden en werd het de winnaar met 148 punten boven de temperantmentvolle Spaanse ballade van Annabel Conde met 119 punten. De favoriet Zweden eindigde met 100 op de derde plaats. Ierland scoorde met een veertiende plaats verrassend zwak, maar had toch een beetje een vierde overwinning: de violiste van het winnende lied was een Ierse.
De zesde plaats voor het verrassende Kroatië en de wat teleurstellende zevende plaats voor Slovenië waren de hoogste noteringen voor die twee nog jonge landen sinds hun eerste deelname in 1993.

### Resultaat
| Plaats | Land                  | Artiest               | Titel                        | Punten |
| ------ | --------------------- | --------------------- | ---------------------------- | ------ |
| 1      | Noorwegen             | Secret Garden         | Nocturne                     | 148    |
| 2      | Spanje                | Anabel Conde          | Vuelve conmigo               | 119    |
| 3      | Zweden                | Jan Johansen          | Se på mig                    | 100    |
| 4      | Frankrijk             | Nathalie Santamaria   | Il me donne rendez-vous      | 94     |
| 5      | Denemarken            | Aud Wilken            | Fra Mols til Skagen          | 92     |
| 6      | Kroatië               | Magazin & Lidija      | Nostalgija                   | 91     |
| 7      | Slovenië              | Darja Švajger         | Prisluhni mi                 | 84     |
| 8      | Israël                | Liora                 | Amen                         | 81     |
| 9      | Cyprus                | Alexandros Panayi     | Sti fotia                    | 79     |
| 10     | Malta                 | Mike Spiteri          | Keep me in mind              | 76     |
| 10     | Verenigd Koninkrijk   | Love City Groove      | Love city groove             | 76     |
| 12     | Griekenland           | Elina Konstantopoulou | Pia prossefchi               | 68     |
| 13     | Oostenrijk            | Stella Jones          | Die Welt dreht sich verkehrt | 67     |
| 14     | Ierland               | Eddie Friel           | Dreamin'                     | 44     |
| 15     | IJsland               | Bo Halldórsson        | Núna                         | 31     |
| 16     | Turkije               | Arzu Ece              | Sev                          | 21     |
| 17     | Rusland               | Filipp Kirkorov       | Kolibelnaja dlja voelkana    | 17     |
| 18     | Polen                 | Justyna Steczkowska   | Sama                         | 15     |
| 19     | Bosnië en Herzegovina | Davor Popovic         | Dvadeset prvi vijek          | 14     |
| 20     | België                | Frédéric Etherlinck   | La voix est libre            | 8      |
| 21     | Portugal              | Tó Cruz               | Baunilha e chocolate         | 5      |
| 22     | Hongarije             | Csaba Szigeti         | Új név egy régi ház falán    | 3      |
| 23     | Duitsland             | Stone & Stone         | Verliebt in Dich             | 1      |

## Deelnemers

### Terugkerende artiesten
| Land    | Artiest  | Plaats | Eerdere deelname            | Plaats toen |
| ------- | -------- | ------ | --------------------------- | ----------- |
| Turkije | Arzu Ece | 16     | Turkije 1989 (deel van Pan) | 21          |

### Nationale keuzes
Srebrna Krila vertegenwoordigde Joegoslavië in 1988, nu probeerden ze het in Kroatië. De Zweedse groep Arvingarna (Eurovisiesongfestival 1993) kon nu niet bij de top 5 eindigen in Melodifestivalen. Simon Ådahl van Edin-Ådahl (Eurovisiesongfestival 1990) werd net vijfde. In Slovenië werd Oto Pestner tweede, in 1975 zong hij in de groep Pepel In Kri. Lea Lupatin van Chocolate Mesta Mentik was alweer op het appel in Israël evenals Yulia van de groep Lakahat Shiru. Georgina en Mary Spiteri namen opnieuw deel in Malta.

### Terugkerende landen
- België
- Israël
- Denemarken
- Slovenië
- Turkije

### Verplicht terugtrekkende landen
- Litouwen: Litouwen eindigde in 1994 op de 25e plek met 0 punten, hierop volgde verplichte terugtrekking in 1995
- Estland: Estland eindigde in 1994 op de 24e plek met 2 punten, hierop volgde verplichte terugtrekking in 1995
- Nederland: Nederland eindigde in 1994 op de 23e plek met 4 punten, hierop volgde verplichte terugtrekking in 1995
- Finland: Finland eindigde in 1994 op de 22e plek met 11 punten, hierop volgde verplichte terugtrekking in 1995
- Roemenië: Roemenië eindigde in 1994 op de 21e plek met 14 punten, hierop volgde verplichte terugtrekking in 1995
- Slowakije: Slowakije eindigde in 1994 op een gedeelde 19e plek met 15 punten, hierop volgde verplichte terugtrekking in 1995
- Zwitserland: Zwitserland eindigde in 1994 op een gedeelde 19e plek met 15 punten, hierop volgde verplichte terugtrekking in 1995

### Terugtrekkende landen
- Noord-Macedonië: het Balkanland wilde in 1995 debuteren met Karolina Gočeva, maar trok zijn inzending terug.

### Kaart

Deelnemende landen
Landen die al meegedaan hebben maar niet meedoen